# ويليام هيبورن راسيل
ويليام هيبورن راسيل (بالإنجليزية: William Hepburn Russell)‏ هو شخصية أعمال أمريكي، ولد في 31 يناير 1812 في برلينغتون في الولايات المتحدة، وتوفي في 10 سبتمبر 1872 في بالميرا في الولايات المتحدة.

## وصلات خارجية
- ويليام هيبورن راسيل على موقع الموسوعة البريطانية (الإنجليزية)